# Vanished Gardens
Vanished Gardens — студийный альбом, созданный в сотрудничестве американским джазовым саксофонистом Чарльзом Ллойдом, бэк-группой The Marvels и певицей Люсиндой Уильямс, изданный 29 июня 2018 года на студии Blue Note Records. Альбом получил положительную оценку.

## Отзывы
| Совокупная оценка | Совокупная оценка |
| Источник          | Оценка            |
| ----------------- | ----------------- |
| Metacritic        | 80/100            |
| Оценки критиков   |                   |
| Источник          | Оценка            |
| AllMusic          | [ 1 ]             |
| The Guardian      | [ 3 ]             |
| PopMatters        | 8/10              |
| Rolling Stone     | [ 5 ]             |

Vanished Gardens получил положительные отзывы от музыкальных критиков. На сайте Metacritic, который присваивает нормализованный рейтинг из 100 баллов рецензиям основных критиков, альбом получил 80 баллов из 100 на основе 8 рецензий, что означает «в целом благоприятные отзывы». Редакция AllMusic Guide поставила релизу 3,5 звезды из пяти, при этом рецензент Том Юрек высоко оценил исполнение: «они создают музыку, которая опирается на совокупность опыта и общих эмоций». В Rolling Stone Хэнк Штимер дал такую же оценку, отметив «искусное стилистическое смешение», резюмировав: «Насколько разнообразен материал, настолько же нет ощущения, что Ллойд надевает разные шляпы. Как и вся его карьера в целом, Vanished Gardens показывает, как множество течений американской музыки вливаются в единый поток». Нейт Чинен из NPR нашел эмоциональный резонанс в сотрудничестве: Ллойд и Уильямс «открыли окна в души друг друга».
Уилл Лэйман из PopMatters поместил запись в музыкальную эволюцию Ллойда, как часть его исследования американы, похвалив инструментальные композиции, но уделив особое внимание пяти вокальным трекам, где появляется Уильямс. Написав рецензию для All About Jazz, Майк Юркович поставил альбому 4,5 звезды из пяти, положительно оценив каждый трек, отметив конкурирующее лирическое содержание смертности и надежды. Нил Спенсер из The Guardian называет совместную работу «странной парой», учитывая разное происхождение музыкантов, но пишет, что «это неожиданное сотрудничество не упускает ни одного трюка»; он поставил альбому четыре звезды из пяти. Пабло Горонди из Associated Press также отметил смешение стилей, назвав это «свидетельством творчества, музыкальности и независимости динамичного ансамбля», а Джон Гарелик из The Boston Globe подчеркнул мрачный тон музыки и бодрящее благословение кавера музыкантов на песню «Angel».

### Итоговые списки
| Публикация            | Список                                                | Ранг |
| --------------------- | ----------------------------------------------------- | ---- |
| The Bitter Southerner | The Bitter Southerneŕs Top 30 Southern Albums of 2018 | 21   |

## Список композиций
1. «Defiant» (Charles Lloyd) — 8:44
2. «Dust» (Lucinda Williams) — 8:00
3. «Vanished Gardens» (Lloyd) — 9:05
4. «Ventura» (Williams) — 6:24
5. «Ballad of the Sad Young Men» (Fran Landesman и Tommy Wolf) — 6:19
6. «We’ve Come Too Far to Turn Around» (Williams) — 6:32
7. «Blues for Langston and LaRue» (Lloyd) — 5:40
8. «Unsuffer Me» (Williams) — 11:42
9. «Monk’s Mood» (Thelonious Monk) — 5:18
10. «Angel» (Jimi Hendrix) — 5:53

## Чарты
| Чарт (2018)                             | Высшая позиция |
| --------------------------------------- | -------------- |
| США Jazz Albums (Billboard)             | 3              |
| США Traditional Jazz Albums (Billboard) | 2              |
| США Tastemakers (Billboard)             | 18             |